# Otjamtjire
Otjamtjire (abchaziska: Очамчыра, Otjamtjyra; georgiska: ოჩამჩირე, Otjamtjire) är en kuststad vid Svarta havet i utbrytarrepubliken Abchazien i västra Georgien. Staden har 5 280 invånare (år 2011) och är administrativt centrum i distriktet Otjamtjire.
Otjamtjire är beläget 57 kilometer sydöst om Suchumi och 351 nordväst om Tbilisi, på floden Ghalidzgas vänstra strand på 5 meters höjd över havsnivån. Klimatet är fuktigt subtropiskt med relativt varma vintrar och heta somrar. Årsmedeltemperaturen är 13,6 grader Celsius; medeltemperaturen i januari är 4,5 grader Celsius, medan den i juli är 23 grader. Årlig genomsnittlig nederbörd är omkring 1300 millimeter.
Den antika grekiska kolonin Gyenos var troligen belägen nära Otjamtjire, även om detta inte kan sägas vara säkert med hänsyn till tvivel angående den specifika belägenheten och den mycket undermåliga bevaringen av den arkeologiska fyndplatsen.
Enligt folkräkningen 1978 hade Otjamtjire 18 700 invånare. Efter konflikten i Abchazien 1992-1993 upplevde staden en betydande folkminskning då flertalet etniska georgier tvingades fly Abchazien. Merparten av dessa flyktingar har ännu inte återvänt.